# La Balme-les-Grottes
La Balme-les-Grottes è un comune francese di 917 abitanti situato nel dipartimento dell'Isère della regione dell'Alvernia-Rodano-Alpi.

## Società

### Evoluzione demografica
Abitanti censiti